# Resolução 330 do Conselho de Segurança das Nações Unidas
A Resolução 330 do Conselho de Segurança das Nações Unidas, adotada por unanimidade em 21 de março de 1973, após citar uma série de resoluções da Assembleia Geral sobre a exploração dos recursos naturais de um estado por partes de outro Estado, o Conselho instou os estados a adotarem medidas apropriadas para impedir as atividades de empresas que deliberadamente tentam coagir os países latino-americanos. A resolução solicita então aos estados que se abstenham de usar ou encorajar o uso de qualquer tipo de medidas coercitivas contra os estados da região, a fim de manter e fortalecer a paz e a segurança na América Latina.
A resolução, aprovada numa reunião na cidade do Panamá, foi aprovada com 12 votos contra nenhum e três abstenções da França, do Reino Unido e dos Estados Unidos.
Outras questões debatidas no Panamá incluíram a soberania do país sobre o Canal do Panamá, a continuidade do colonialismo e do neocolonialismo, problemas de desenvolvimento económico e dependência e o Tratado para a Proibição de Armas Nucleares na América Latina e nas Caraíbas. Uma resolução sobre o canal do Panamá não foi adoptada devido à oposição dos Estados Unidos.